# Rogerville
 Rogerville  es una población y comuna francesa, en la región de Alta Normandía, departamento de Sena Marítimo, en el distrito de Le Havre y cantón de Saint-Romain-de-Colbosc.

## Demografía
| 456 | 800 | 752 | 1006 | 1245 | 1257 |
| Para los censos de 1962 a 1999 la población legal corresponde a la población sin duplicidades (Fuente: INSEE [Consultar]) |     |     |      |      |      |